# Metodo Bateman-Mukai
In genetica, il metodo Bateman – Mukai è un metodo utilizzato per descrivere i tassi di mutazione dei geni attraverso l'osservazione dei tratti fisici (fenotipo) di un organismo vivente. Spesso viene utilizzato con la tecnica della linea di accumulo delle mutazioni per determinare i tassi di mutazione. Il metodo prevede il mantenimento di molti lignaggi di accumulazione di mutazione dell'organismo studiato ed è quindi ad alta intensità di lavoro.

## Procedura
Questo metodo richiede l'istituzione di molti lignaggi di accumulazione di mutazione utilizzando l'allevamento all'interno di organismi diploidi.  Queste linee devono essere mantenute in un ambiente favorevole per l'accumulo di mutanti deleteri in modo da non essere eliminati dalla selezione naturale. Si sottolinea il fatto che gli esperimenti di accumulo di mutazione cercano di descrivere i veri tassi di mutazione che verrebbero osservati in assenza di selezione naturale. 
Negli organismi che riproducono sessualmente (riproduzione sessuata), è necessario adottare misure che permettano ai ricercatori di essere sicuri che le mutazioni siano ereditate dalle generazioni future delle linee di accumulazione delle mutazioni. L'uso di un cromosoma bilanciatore può essere implementato a questo scopo. 
Nell'esperimento Mukai, le mosche maschili omozigoti per il cromosoma di tipo selvaggio 2 sono sempre state accoppiate con eterozigoti femminili per il gene bilanciatore Pm/Cy, il quale produce un fenotipo osservabile nella ali, con Pm/Cy omozigote letale. Questo assicura che le ricerche possano selezionare gli organismi che non presentano il tratto fenotipo del gene bilanciatore, il che a sua volta significa che solo i cromosomi di tipo selvatico saranno trasmessi alla generazione successiva. 
In questo modo, negli organismi che si riproducono sessualmente, qualsiasi mutazione spontanea che si verifica nella linea di accumulazione delle mutazioni dovrebbe avere una possibilità casuale, a causa dell'assortimento indipendente, di essere fissata nella prossima generazione di linea.